# Pauline Jacquey
Pour les articles homonymes, voir Jacquey.
Pauline Jacquey est une productrice de jeux vidéo de nationalité française. Elle est directrice générale du studio de production de jeux vidéo Ubisoft Reflections à New Castle, au Royaume-Uni. Diplômée de l'ESSEC, elle travaille depuis 1997 pour la société Ubisoft.

## Biographie

### Jeunesse et formation
Pauline Jacquey, de nationalité française et d'origine bretonne, a suivi le cursus de l'école de commerce de l'ESSEC. En 1997, elle commence sa carrière chez Ubisoft en France, à l'âge de 22 ans. Au début, elle travaille tant qu'assistante du cofondateur, Gérard Guillemot. Elle est ensuite engagée dans la direction de plusieurs studios de cette entreprise dans 5 villes différentes : Shanghai, New York, Paris, Montréal, Newcastle et Pune, en Inde.  
Depuis 2012, elle est directrice générale d'Ubisoft Reflections à New Castle, au Royaume-Uni où elle supervise une équipe d'environ 300 personnes.

### Carrière chez Ubisoft
Elle a participé à la production de plusieurs jeux vidéos Ubisoft, dont Rayman 2 et Ghost Recon Advanced Warfighter. À la direction d'Ubisoft Reflections, elle supervise son équipe pour la participation de jeux dont Tom Clancy’s The Division, The Crew et Just Dance 2015. Pauline Jacquey a aussi créé le département spécialisé dans le casual game et social game d'Ubisoft Paris. Elle développe de nouvelles approches au sein du studio reflections et porte un regard critique sur le manque de diversité dans le domaine du jeu vidéo.

## Vie privée
En 2004, elle prend une année sabbatique après un burn-out et fait un voyage en voiture de 11 mois, 27 000 kilomètres, de Paris à Bangkok, en passant par la Sibérie et la Mongolie. Depuis 2013, elle vit à Newcastle où elle se sent établie, avec sa compagne et ses deux enfants. Elle fait partie du groupe de musique The Noise and the Naïve, à Newcastle.